# Cornelius, Oregon
Cornelius este un oraș din comitatul Washington, statul  Oregon,  Statele Unite ale Americii. Populația sa era de 9.652 la recensământul din 2000, iar la estimarea din 2007 populația a fost de 10.895 de rezidenți. 